# Rajnai András
Rajnai András (eredeti neve: Riegelmann András) (Budapest, 1934. július 7. – Budapest, 2004. január 28.) tv-rendező, forgatókönyvíró.

## Életpályája
Szülei: Riegelmann András és Végh Irén voltak. 1952–1958 között újságíró volt, és verseket írt. 1958–1996 között a Magyar Televízió munkatársa volt. 1960–1965 között az ELTE BTK magyar-történelem szakos hallgatója volt. 1974-ben megalakította az elektronikus kutatócsoportot, ebből 1982-ben létrejött a videó-innovációs önálló szerkesztőség.

## Magánélete
1959-ben házasságot kötött Vétek Szibillával. Egy fiuk született: Tamás (1968).

## Filmjei

### Tévéfilmek
- Tudós az Ezeregyéjszaka földjén (1963)
- Szakmunkás honvédek (1967)
- Az egytagú őrs (1967)
- Tanévnyitó műsor - A kezdet mindig nehéz (1968)
- Hirdesd az igazit, Gilgames keresi a halhatatlanságot (1969)
- Riadó a határon (1970)
- Százszor semmi az semmi - Számtan dolgozat (1971)
- Öveges professzor portréfilm (1973)
- A nagy Romulus (1982)
- Angyal szállt le Babilonba (1983)
- A szecsuáni jólélek (1984)
- Gyémántpiramis (1985)
- A próbababák bálja (1991)
- Szent Gellért legendája (1994)
- Az elrabolt falu emlékezik (1996)
- Az éjszaka képei (1996)
- Világmesék (1997)
- A béke (1999)
- Az apostoli nuncius (1999)
- Nagypénteki passió (2000)
- In memoriam Sinkovits Imre (2001)
- A feltámadott (2001)

### Tudományos fantasztikus produkciói a televízióban
Karrierje alatt számos sci-fi-s televíziós produkciót rendezett. Ezek között jelentős volt sorozatai közül a Pirx kalandjai (1973) és Szindbád nyolcadik utazása (1983–87), a tévéfilmjei közül pedig a Televíziós mesék felnőtteknek illetve az Istenek és Hősök tévés filmsorozatok.

#### Televíziós mesék felnőtteknek
A világirodalom jelentős művei mellett mitológia történeteket dolgozott fel a tévéfilm–sorozatban.

#### Istenek és Hősök
Tévéjátékok a görög mitológia történetei alapján.
| #  | Cím                             | Író           | Premier |
| -- | ------------------------------- | ------------- | ------- |
| 1. | Kronosz bukása                  | Alaksza Tamás | 1988    |
| 2. | Az aranygyapjú elrablása I.-II. | Alaksza Tamás | 1989    |
| 3. | A bikafejű szörnyeteg I.-II.    | Alaksza Tamás | 1990    |
| 4. | Istenszerelem                   | Alaksza Tamás | 1993    |

## Munkái
- Sugarakból teremtett világ: A virtuális valóság kutatása a televízióban / Elektronikus és számítógépes művészet (1998)[2]
- A műsorötlettől a képernyőig (tv-s tankönyv, 1999)
- Az elektronikus művészet és a sci-fi (Galaktika 7., 1974)

## Díjai
- Európa-díj
- a Prix Ondas nemzetközi fődíj (1975)[3]
- Prix Futura különdíja